# Juan Luis Segundo
Juan Luis Segundo (Montevidéu, 1925 - 17 de Janeiro de 1996) foi um padre católico jesuíta e teólogo uruguaio, considerado o maior expoente da Teologia da Libertação na América Latina.
Em 1941, Ingressou na Companhia de Jesus. Entre 1945 e 1948, estudou filosofia na Argentina. Em 1955, foi ordenado como sacerdote. Em 1956, obteve licenciatura em teologia pela Universidade Católica de Lovaina. Em 1961, obteve doutorado em Letras pela Universidade de Sorbonne. Foi um dos fundadores e diretor do Centro de Investigação e Ação Social Pedro Fabro (CIAS) de Montevidéu e colaborador assíduo da revista "Perspectivas de Diálogo". 
Professor em centros teológicos de vários países da América Latina e nas Universidades da República do Uruguai, Harvard e Chicago. Sua obra "La historia perdida y recuperada de Jesús de Nazaret. De los Sinópticos a Pablo" foi premiada na França.
É considerado um dos fundadores da teologia da libertação, juntamente com Gustavo Gutiérrez, Segundo Galilea e José Comblin, por contribuir com obras como: "De la sociedad a la teología" (1970) e "Liberación de la teología" (1975).
Acreditava que a teologia da libertação teria que libertar seus agentes para uma historia onde o ser humano se encontraria com a trascendência, e também teria que ser libertação da teologia e anúncio do Deus Libertador. Ajudaria a libertar os homens dos mecanismos de opressão que estariam presentes na realidade humana e nas instituições religiosas.
Suas concepções teológicas se preocupavam com os problemas dos seres humanos de seu tempo, e especialmente com os problemas enfrentados pelos latinoamericanos. Acreditava que todo o saber sobre Deus estaria firmemente relacionado a busca pelo sentido da existência humana. Pretendia que o cristianismo deixasse de ser um instrumento ideológico a serviço da opressão e prestasse uma contribuição no campo ideológico e social aos processos de libertação.
Em um mundo politicamente divido entre esquerda e direita, demonstrou sua preferência pela esquerda ao afirmar que: "a sensibilidade da esquerda é um elemento intrínseco de uma teologia autêntica"  .

## Obras
- "Función de la iglesia en la realidad rioplatense" (Montevidéu, 1962);
- "Berdiaeff: une reflexion chrétienne sur la personne" (Paris, 1963) (tese de doutorado);
- "La cristiandad, ¿una utopía?",  2 vols. (Montevidéu, 1962);
- "De la sociedad a la teología" (Buenos Aires, 1970);
- "¿Qué es un cristiano?  Etapas precristianas de la fe" (Montevidéu, 1971);
- "Teología abierta para el laico adulto", 5 vols.: "Esa comunidad llamada Iglesia" (Buenos Aires, 1968); "Gracia y condición humana" (Buenos Aires, 1969); "Nuestra idea de Dios" (Buenos Aires, 1970); "Los sacramentos hoy" (Buenos Aires, 1971); "Evolución y culpa" (Buenos Aires, 1972) (nova edição com 3 vols.: Madri, 1984, com o epílogo: "Reﬂexiones críticas, dos décadas después");
- "Pastoral latinoamericana. Sus motivos ocultos" (Buenos Aires, 1972);
- "Masas y minorías en la dialéctica de la liberación" (Buenos Aires, 1973);
- "Liberación de la teología" (Buenos Aires, 1975);
- "El hombre de hoy ante Jesús de Nazaret", 3 vols. (Madri, 1982);
- "Teología de la liberación. Respuesta al cardenal Ratzinger" (Madri, 1985);
- "El dogma que libera. Fe, revelación  y magisterio dogmático" (Santander, 1989);
- "La historia perdida y recuperada de Jesús de Nazaret. De los sinópticos a Pablo" (Santander, 1991);
- "¿Qué mundo? ¿Qué hombre? ¿Qué Dios?" (Santander, 1993);
- "El caso Mateo. Los comienzos de una ética judeo-cristiana" (Santander, 1994);
- "El infierno. Un diálogo con Karl Rahner" (Montevidéu/Buenos Aires, 1998)[1].